# Prochoerodes fleximargo
Prochoerodes fleximargo är en fjärilsart som beskrevs av Paul Dognin 1902. Prochoerodes fleximargo ingår i släktet Prochoerodes och familjen mätare. Inga underarter finns listade i Catalogue of Life.